# زعبل
زعبل (الاسم العلمي: Triraphis)، جنس نباتات إفريقية وشبه الجزيرة العربية وأستراليا والبرازيل من فصيلة النجيلية. وتعرف أنواعه باسم الأعشاب الأبرية.